# حصة شبشير
حصة شبشير إحدى قرى مركز طنطا التابع لمحافظة الغربية بجمهورية مصر العربية، وتجاورها قري ميت يزيد والقرشية والرملية والرجدية ومحلة روح وصفط تراب.

## التاريخ
قرية حصة شبشير من القرى القديمة، حيث وردت باسم «الحصة محلة علي» في أعمال الغربية ضمن قرى الروك الصلاحي التي أحصاها ابن مماتي في كتاب قوانين الدواوين، كما وردت باسم «حصة شبشير» في أعمال الغربية ضمن قرى الروك الناصري التي أحصاها ابن الجيعان في كتاب «التحفة السنية بأسماء البلاد المصرية». وردت باسم «حصة شبشير» في التربيع العثماني الذي أجراه الوالي العثماني سليمان باشا الخادم في عصر السلطان العثماني سليمان القانوني ضمن قرى ولاية الغربية، وفي تاريخ 1228هـ/1813م الذي عدّ قرى مصر بعد المسح الذي قام به محمد علي باشا باسم «حصة شبشير» ضمن قرى مديرية الغربية.

## التعليم
تصل نسبة الأمية في القرية إلى 41.2% بين من تجاوزوا العاشرة من عمرهم، بينما تصل نسبة من حصلوا على تعليم جامعي إلى 2.95% من جملة السكان.

## السكان
بلغ عدد سكان حصة شبشير 11,771 نسمة حسب تقدير عام 2018.
| السنة  | 1882 | 1897 | 1907 | 1927 | 1947 | 1960 | 1976 | 1986 | 1996 | 2006  | 2018   |
| ------ | ---- | ---- | ---- | ---- | ---- | ---- | ---- | ---- | ---- | ----- | ------ |
| القرية | 1105 | 1684 | 2102 | 2227 | 2441 | 3320 | 4854 | 6482 | 8106 | 9,437 | 11,771 |